# Eduardo Sacriste
Eduardo Sacriste (Buenos Aires 1905 - 1999) fue un arquitecto argentino que desempeñó una importante labor como docente.
Obtuvo el título de arquitecto en 1932 y en 1942 se trasladó a Estados Unidos. Entre 1945 y 1960 fue director de la escuela de Arquitectura de la universidad de Tucumán (Argentina), impartiendo clases ocasionalmente en la politécnica de Londres, en el MIT, en la universidad Tulane de Nueva Orleans y en el Bengal Engineering College de Calcuta.
En 1976 fue designado miembro numerario de la Academia Nacional de Bellas Artes de Argentina.
Dentro del ámbito docente, en 1978 fundó el Grupo STOA junto con Giancarlo Puppo, Ethel Etcheverry, Manuel I. Net y Eduardo Macintosh.
En 1984 obtuvo el gran premio del Fondo Nacional de las Artes.

## Libros
Escribió varios libros sobre arquitectura, entre los que destacan: Usonia, Huellas de edificios y Charlas a principiantes. Este último, de 1961, reeditado numerosas veces.

## Obra

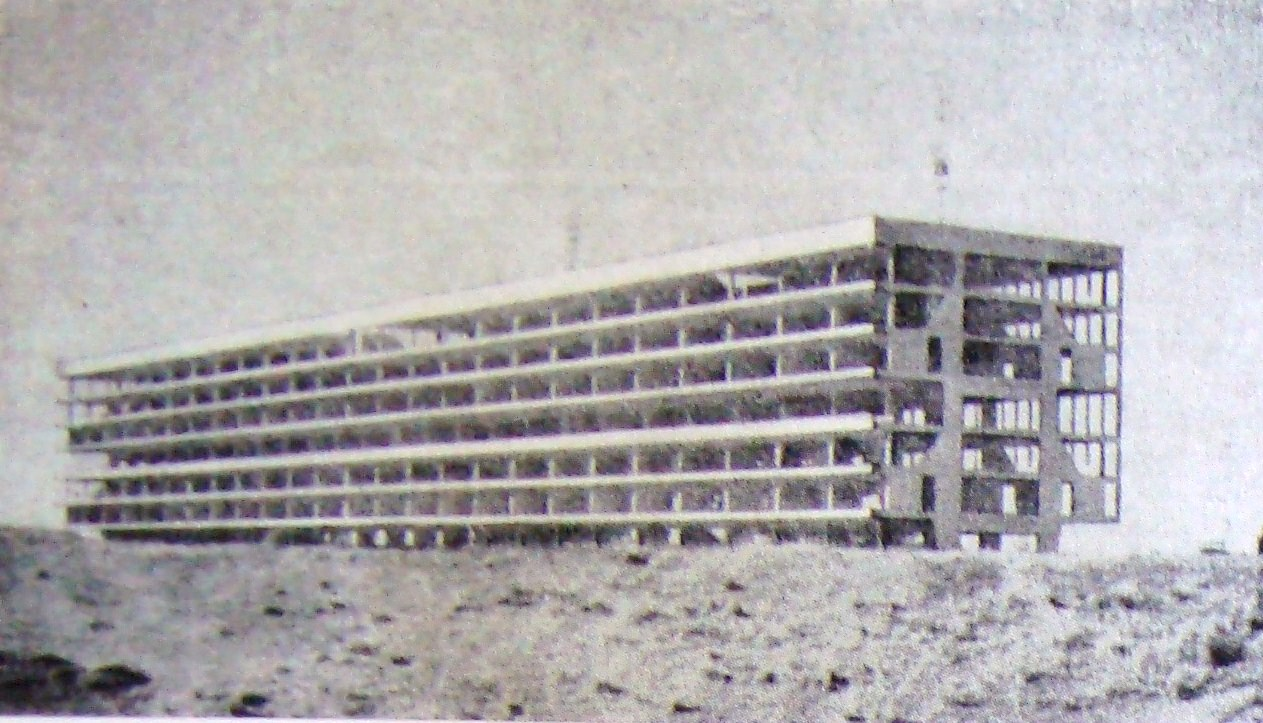
Residencia estudiantil en la Ciudad Universitaria del Cerro San Javier (inconclusa).

Proyectó gran cantidad de viviendas unifamiliares, fundamentalmente en la provincia de Tucumán. Su arquitectura es funcionalista, y racional, y se caracteriza por el empleo de materiales autóctonos y tradicionales. También, bajo su mandato se terminó la construcción del edificio de la Clínica de Maternidad, "Nuestra Señora de las Mercedes",. A los fines de modernizar el sistema de transporte interurbano y de larga distancia se comenzó a construir la terminal de ómnibus en la Plaza Gregorio Aráoz de la Lamadrid. Otra obra de relevancia fue el nuevo embellecimiento del Parque 9 de Julio, con la construcción del Lago San Migue Entre sus obras más importantes destacan:
- Edificio Kraft (Buenos Aires, 1937-1939), junto con Rogelio Di Paola
- Escuela primaria de Barrio Jardín (San Miguel de Tucumán, 1946-1947), junto con Horacio Caminos
- Hospital del Niño Jesús (San Miguel de Tucumán, 1947-1958)
- Mutual Provincial Antituberculosa (San Miguel de Tucumán, 1947-1948), junto con Horacio Caminos
- Instituto de Maternidad y Ginecología (San Miguel de Tucumán, 1958-1960), junto con Óscar Fernández Sabaté
- Edificio El Comercio del Norte (San Miguel de Tucumán, 1970-1971), junto con Fernando Chávez.

## Construcción de la Ciudad Universitaria de laUniversidad de Tucumán
El gobierno de Juan Domingo Perón estructuró el denominado Plan Quinquenal, que entre otras muchas medidas contemplaba una nueva ley universitaria a través de una ley decreto, expropia 17000 hectáreas en la Sierra de San Javier para ejecutar el Proyecto Ciudad Universitaria, a cargo de Sacriste junto con Jorge Vivanco, Horacio Caminos, Hilario Zalba , que consistía en la construcción de los edificios para permitir el emplazamiento de las de las dependencias de la Universidad Nacional de Tucumán. La obra quedó inconclusa tras producirse el golpe de Estado que derrocó a Juan Domingo Perón, el dictador Pedro Eugenio Aramburu paralizó la construcción y ordenó abandonar el proyecto al ser considerado un "símbolo del peronismo" algunas de las obras ya habían sido finalizadas, quedando abandonadas.